# Daniel Melnick
Daniel Melnick (Nova Iorque, 21 de abril de 1932 — Los Angeles, 13 de outubro de 2009) foi um produtor cinematográfico e produtor executivo norte-americano.